# محمية بوروري الطبيعية
محمية بوروري الطبيعية هي محمية طبيعية في جنوب غرب بوروندي (3°56'20S, 29°35'50E). تم إنشاؤها في عام 1951، وهي في الفئة الرابعة من إدارة اللجنة العالمية للمناطق المحمية.
مساحتها 15.35 كيلومتر مربع ويديرها المعهد الوطني للبيئة وحماية الطبيعة.
هناك 93 نوعًا من الأشجار في غابة بوروري، حيث تهيمن لأشجار سترومبوزيا وميريانثوس وتابيرنايمونتانا ونيوتونيا أيضًا، كما تم تسجيل 87 نوعًا من الطيور، بما في ذلك أباليس كونغوي وهو شائع في بعض المناطق.
هطول الأمطار السنوي من 1200 مم إلى 2400 مم.